# Conquistour
El Conquistour fue un programa de telerrealidad emitido por el canal ETB2 de la televisión pública vasca que buscaba encontrar, mediante una serie de competiciones deportivas, un concursante para El conquistador del fin del mundo. El reality consistía en una competencia cada episodio entre dos equipos: uno formado por exconcursantes de El conquistador del fin del mundo y el otro por nuevos participantes que deseaban convertirse en posibles concursantes.

## Conquistour 2012
Este nuevo formato llegó a Euskal Telebista tras finalizar la octava edición de El conquistador del fin del mundo. La dinámica del programa consistía en enfrentar al equipo de exconcursantes (llamado "Conquis") con otro equipo que semanalmente cambiaba, ya que cada episodio se emitía en una localidad distinta. En la final, todos los ganadores de duelos de los equipos locales lucharían para conseguir una plaza en la nueva edición de El conquistador del fin del mundo.
Los capitanes del equipo "Conquis" variaron en cada episodio: Mikel Goñi (episodio 1), Jose Luis Korta (2, 7 y final), Juanito Oiarzabal (3 y 6), Julen Madina (4), Manu Maritxalar (5 y 8) y David Seco (9).
Finalmente resultó vencedor Ibai Berasategi, quedando finalista Iñigo Lasheras. Ambos consiguieron sendas plazas para competir en la novena edición de El conquistador del fin del mundo.

### Participantes
| Concursantes                | Residencia            | Edad    | Equipo                | Información                   |
| --------------------------- | --------------------- | ------- | --------------------- | ----------------------------- |
| Ibai Berasategi             | Munguía               | 27 años | Mungia                | Ganador                       |
| Iñigo Lasheras "Goku"       | Villatuerta           | 29 años | Estella               | 2.º finalista                 |
| Illan Urkia                 | Mundaca               | 24 años | Mundaka               | 3.er finalista                |
| Alex Gayoso                 | Baracaldo             | 19 años | Sestao                | 4.º finalista                 |
| Isabel Landa                | San Sebastián         | 25 años | Conquis (8.ª edición) | Semifinalistas                |
| Javier Adell "Lobo"         | Magallón              | 34 años | Conquis (8.ª edición) | Semifinalistas                |
| Verónica González           | Lasarte-Oria          | 23 años | Conquis (8.ª edición) | Semifinalistas                |
| Xabier Migueliz             | San Sebastián         | 22 años | Conquis (8.ª edición) | Semifinalistas                |
| Yeray González              | Irún                  | 30 años | Conquis (8.ª edición) | Abandono voluntario           |
| Asier Habans                | San Sebastián         | 39 años | Intxaurrondo          | 5.ª expulsión                 |
| Bárbaro Oreste              | Vitoria               | 34 años | Conquis (8.ª edición) | Abandono voluntario           |
| Francisco Aizpun "Patxi"    | Vitoria               | 49 años | Conquis (8.ª edición) | Abandono voluntario           |
| David Seco                  | Busturia              | 38 años | Conquis (8.ª edición) | Abandono voluntario           |
| Manex Larrañaga             | Zarauz                | 25 años | Zarauz                | 4.ª expulsión                 |
| Cristina Rodríguez          | Ordicia               | 22 años | Ordizia               | 3.ª expulsión                 |
| José Javier Gamio "Josetxo" | Arre                  | 28 años | Arre                  | 2.ª expulsión                 |
| David Martínez              | Vergara               | 33 años | Bergara               | 1.ª expulsión                 |
| Esti Pinedo                 | La Puebla de Arganzón | 30 años | Conquis (6.ª edición) | Expulsada por la organización |

### Estadísticas semanales
|          | 1         | 2         | 3         | 4         | 5         | 6         | 7         | 8         | 9         | Final          |
| -------- | --------- | --------- | --------- | --------- | --------- | --------- | --------- | --------- | --------- | -------------- |
| Ibai     |           |           |           |           |           |           | Entra     | Aspirante | Finalista | GANADOR        |
| Goku     | Aspirante | Exento    | Exento    | Exento    | Exento    | Exento    | Exento    | Exento    | Finalista | 2.º finalista  |
| Illan    |           |           |           |           | Entra     | Aspirante | Finalista | Finalista | Finalista | 3.er finalista |
| Alex     |           |           | Entra     | Aspirante | Exento    | Exento    | Exento    | Exento    | Finalista | 4.º finalista  |
| Isabel   | Salvada   | Inmune    | Inmune    | Inmune    | Salvada   | Salvada   | Nominada  | Inmune    | Salvada   | Semifinalistas |
| Lobo     | Salvado   | Inmune    | Exento    | Inmune    | Salvado   | Exento    | Salvado   | Nominado  | Salvada   | Semifinalistas |
| Migueliz | Nominado  | Inmune    | Inmune    | Nominado  | Salvado   | Nominado  | Salvado   | Exento    | Nominado  | Semifinalistas |
| Verónica |           | Entra     | Nominada  | Inmune    | Salvada   | Salvada   | Salvada   | Inmune    | Salvada   | Semifinalistas |
| Yeray    |           |           |           |           |           |           |           |           | Entra     | Abandono       |
| Asier    |           |           |           |           |           |           |           | Entra     | Expulsado |                |
| Patxi    |           |           |           |           |           | Entra     | Exento    | Inmune    | Abandono  |                |
| David    | Salvado   | Nominado  | Inmune    | Inmune    | Salvado   | Salvado   | Salvado   | Abandono  |           |                |
| Manex    |           |           |           |           |           | Entra     | Expulsado |           |           |                |
| Cristina |           |           |           | Entra     | Expulsada |           |           |           |           |                |
| Bárbaro  |           |           | Entra     | Abandono  |           |           |           | Regresa   | Abandono  |                |
| Josetxo  |           | Entra     | Expulsado |           |           |           |           |           |           |                |
| David M. | Entra     | Expulsado |           |           |           |           |           |           |           |                |
| Esti     | Salvada   | Expulsada |           |           |           |           |           |           |           |                |

1. ↑  Cristina se dueló por el capitán.